# Hammerskjøldgletsjer
De Hammerskjøldgletsjer is een gletsjer in het Nathorstland in Nationaal park Noordoost-Groenland in het uiterste noordwesten van Groenland.

## Geografie
De gletsjer mondt in de Leicester Bugt van het Nordvestfjord uit. Het is een van de gletsjers die uitkomen in het Nordvestfjord. Westelijker liggen de F. Graaegletsjer en Charcotgletsjer, naar het zuidwesten ligt de Daugaard-Jensengletsjer.
Op enkele kilometers noordelijker ligt de Jomfrugletsjer die uiteindelijk uitkomt in de Davy Sund, een noordelijker gelegen fjord.
De Hammerskjøldgletsjer heeft een lengte van meer dan 14 kilometer en een breedte van één tot twee kilometer.